# Valparaíso (kommun i Brasilien)
Valparaíso är en kommun i Brasilien.   Den ligger i delstaten São Paulo, i den södra delen av landet, 700 km sydväst om huvudstaden Brasília. Antalet invånare är 22 617.
Följande samhällen finns i Valparaíso:
- Valparaíso

Omgivningarna runt Valparaíso är en mosaik av jordbruksmark och naturlig växtlighet. Runt Valparaíso är det glesbefolkat, med 12 invånare per kvadratkilometer.